# Michael K. Williams
Michael Kenneth Williams (Nova York, 22 de novembro de 1966 — 6 de setembro de 2021) foi um ator, dançarino e repórter americano. Ele era mais conhecido por seu retrato de Omar Little na série de drama da HBO, The Wire, e Albert "Chalky" White na série da HBO, Boardwalk Empire. Ele também foi aclamado por seu papel como Jack Gee, marido de Bessie Smith, na biografia de telefilme biográfico da HBO, Bessie. Ele atuou em papéis de apoio em vários filmes e programas de televisão, incluindo A Estrada, Inherent Vice, Gone Baby Gone e 12 Years a Slave.
Williams recebeu cinco indicações ao Primetime Emmy Award.

## Biografia
Williams nasceu na cidade de Nova York, em 1966. Cresceu nos Projetos Habitacionais Vanderveer em East Flatbush, no Brooklyn, e estudou na George Westinghouse Career and Technical Education High School. Em um perfil do New York Times, Williams contou que foi molestado quando era criança, e que isso o deixou confuso quanto a sua sexualidade.

## Carreira
Williams teve um emprego temporário na indústria farmacêutica Pfizer. Inspirado por Rhythm Nation 1814, ele deixou a escola e largou o emprego, contra a vontade de sua família, para seguir a carreira de dançarino. Durante um período em que ficou sem-teto intermitentemente, Williams visitou gravadoras e estúdios de dança em busca de trabalho. Ele conseguiu um emprego como dançarino de fundo com a cantora Kym Sims, o que o levou a mais trabalhos como dançarino em videoclipes e em turnês com artistas como George Michael e Madonna, bem como alguns trabalhos de modelo. Ele também coreografou o single "100% Pure Love" de Crystal Waters, em 1994.
Williams tinha uma grande cicatriz facial que recebeu em uma briga de bar na Jamaica Avenue, em Nova York, em seu 25º aniversário, quando foi cortado com uma lâmina de barbear. A cicatriz se tornou sua característica marcante e resultou em ofertas para atuar como criminoso em videoclipes, e modelo em ensaios com fotógrafos famosos como David LaChapelle.

### The Wire
Williams ganhou reconhecimento como ator por sua interpretação de Omar Little na série The Wire, que começou a ser filmado em 2002. O personagem foi baseado em Donnie Andrews junto com outras figuras do crime em Baltimore. Durante sua interpretação de Omar Little, Williams desenvolveu o hábito de fumar maconha e usar cocaína em 2004.

## Morte
Em 6 de setembro de 2021, o ator foi encontrado morto em seu apartamento, no Brooklyn. Ele tinha 54 anos. A causa da morte foi overdose, pelos efeitos combinados de fentanil, p-fluorofentanil, heroína e cocaína. Ele foi sepultado no Cemitério de East Harrisburg, na Pensilvânia, onde sua mãe mora. Quatro homens que venderam a droga com fentanil para o ator foram presos pela polícia de Nova York em dezembro de 2021.